# Kanton Saint-Denis-4
Saint-Denis-4 is een kanton van het Franse overzees departement Réunion. Het kanton maakt deel uit van het arrondissement Saint-Denis.
Het kanton omvat uitsluitend een deel van de gemeente Saint-Denis.
Bij de herindeling van de kantons door het decreet van 24 februari 2014, met uitwerking op 22 maart 2015, werden de kantons binnen de gemeente Saint-Denis aangepast. 